# 赤崎正則
- 赤﨑正則

赤崎 正則（あかざき まさのり、1927年-）は、日本の工学者。工学博士。専門はプラズマ工学。九州大学名誉教授 。同大学総合理工学研究科長や福岡工業大学学長を歴任。高電圧工学や放電現象から雷やプラズマの研究に長年取り組んだ。

## 人物
鹿児島県知覧町（現・南九州市）生まれで鹿児島市育ち。半導体分野の工学者・赤﨑勇は実弟。
鹿児島市立大龍小学校から鹿児島県立第二鹿児島中学校 (旧制)へ進む。大龍小出身の鹿児島二中生徒有志の団体「敬天会」で活動。戦時下の第七高等学校造士館 (旧制)に入学したが、学徒勤労動員により朝霞市の陸軍士官学校で終戦を迎え、旧制七高が空襲で全焼したため第五高等学校 (旧制)に転校。旧制五高を出て、1952年に九州大学工学部電気工学科を卒業。九州大学大学院を経て、1955年に九州大学助手となる。1961年、論文「汚損碍子の衝撃閃絡現象と閃絡碍子の表示に関する研究」で九州大学より工学博士号授与。
1957年4月に九州大学工学部・工学研究科助教授に就任し、1967年4月、教授に昇任。1979年4月、総合理工学研究科教授に転任し、1986年度から1989年度までは総合理工学研究科長も務める。1990年3月に九大教授を退官し、同年、名誉教授。九大退官後は熊本大学教授や九州東海大学教授を経て、1994年より福岡工業大学学長を務めた。
2009年4月瑞宝中綬章受章。